# 1927.
◄ | 19. stoljeće | 20. stoljeće | 21. stoljeće | ►
◄ | 1890-ih | 1900-ih | 1910-ih | 1920-ih | 1930-ih | 1940-ih | 1950-ih | ►
◄◄ | ◄ | 1924. | 1925. | 1926. | 1927. | 1928. | 1929. | 1930. | ► | ►►
Arhitektura • Astronomija • Biologija • Film • Fotografija • Glazba • Kazalište • Kemija • Kiparstvo • Knjige • Književnost • Kršćanstvo • Meteorologija • Medicina • Planinarstvo • Politika • Pravo • Promet • Slikarstvo • Strip • Šport • Televizija • Znanost • Zrakoplovstvo • Željeznički promet
1927. (rimski MCMXXVII), bila je 26. godina 20. stoljeća i 926. godina 2. tisućljeća. 

## Događaji
- 22. lipnja – Osnovan nogometni klub A.S. Roma
- 29. svibnja – U Zagrebu osnovana Velika simbolička loža "Libertas".
- 17. srpnja – prvi radio prijenos nogometne utakmice (Građanski – HAŠK 4:2) u Hrvatskoj i na prostoru tadašnje Kraljevine Jugoslavije.[1]
- 4. listopada – Vjekoslav Heinzel treći put izabran za zagrebačkog gradonačelnika.[2]
- 8. studenoga – Utemeljen National Catholic Register.

## Rođenja

### Siječanj – ožujak
- 6. siječnja – Vjera Žagar Nardelli, hrvatska glumica († 2011.)
- 11. siječnja – Mato Ergović, hrvatski glumac († 2013.)
- 17. siječnja – Eartha Kitt, američka glumica, pjevačica te zvijezda kabareta († 2008.)
- 18. siječnja – Lea Deutsch, hrvatska dječja glumica židovskog podrijetla († 1943.)
- 25. siječnja – Antônio Carlos Jobim, brazilski skladatelj († 1994.)
- 7. veljače – Juliette Gréco, francuska šansonijerka i glumica
- 7. veljače – Dušan Vukotić, hrvatski redatelj, scenarist, animator, crtač i karikaturist († 1998.)
- 10. veljače – Leontyne Price, američka operna pjevačica
- 12. veljače – Pero Gotovac, hrvatski skladatelj, dirigent i glazbeni producent († 2017.)
- 19. veljače – Zvonimir Golob, hrvatski pjesnik († 1997.)
- 24. veljače – Emmanuelle Riva, francuska glumica († 2017.)
- 1. ožujka – Harry Belafonte, američki pjevač i glumac († 2023.)
- 3. ožujka – Josip Klima, hrvatski violinist i glazbeni pedagog († 2012.)
- 4. ožujka – Kazimir Katalinić, hrvatski povjesničar, publicist i emigrantski političar († 2018.)
- 12. ožujka – Gajo Petrović, hrvatski filozof († 1993.)
- 19. ožujka – Allen Newell, američki znanstvenik, jedan od osnivača područja umjetne inteligencije († 1992.)
- 21. ožujka – Hans-Dietrich Genscher, njemački političar († 2016.)
- 23. ožujka – Mato Damjanović, hrvatski šahist († 2011.)

### Travanj – lipanj
- 6. travnja – Mildred Fay Jefferson, američka kirurginja i biologija († 2010.)
- 13. travnja – Nikša Njirić, hrvatski skladatelj, glazbeni pedagog i muzikolog († 2016.)
- 16. travnja – Benedikt XVI., papa († 2022.)
- 1. svibnja – Bernard Vukas, hrvatski nogometaš († 1983.)
- 6. lipnja – Janet Leigh, američka glumica († 2004.)
- 7. lipnja – Ivan Focht, hrvatski filozof († 1992.)
- 10. lipnja – Ladislao Kubala, mađarski nogometaš i trener slovačkog porijekla († 2002.)
- 14. lipnja – Palma Katalinić, hrvatska književnica († 2013.)

### Srpanj – rujan
- 5. srpnja. – Pero Pirker, hrvatski političar († 1972.)
- 8. srpnja – Frano Čale, hrvatski književni povjesničar, esejist, teatrolog († 1993.)
- 16. srpnja – Serge Baudo, francuski skladatelj i dirigent
- 9. kolovoza – Marvin Minsky, američki kognitivni znanstvenik († 2016.)
- 17. kolovoza – Štefan Geošić, hrvatski književnik Gradišća († 2022.)

### Listopad – prosinac
- 3. listopada – Ranko Filjak, hrvatski pijanist († 1983.)
- 6. listopada – Ante Babaja, hrvatski redatelj i scenarist († 2010.)
- 14. listopada – Roger Moore, britanski glumac († 2017.)
- 16. listopada – Günter Grass, njemački književnik i nobelovac († 2015.)
- 18. listopada – George C. Scott, američki glumac, redatelj i producent († 1999.)
- 8. studenog – Patti Page, američka pop-pjevačica i glumica († 2013.)
- 20. studenog – Estelle Parsons, američka glumica
- 20. studenog – Mihail Uljanov, ruski glumac († 2007.)
- 26. studenog – Marijan Valković, hrvatski teolog i znanstvenik († 2000.)
- 4. prosinca – Vladimir Rem, hrvatski pjesnik, esejist, književni kritičar i povjesničar († 2011.)
- 8. prosinca – Lida Braniš, hrvatska filmska montažerka († 1994.)
- 12. prosinca – Emil Seršić, hrvatski arhitekt († 2011.)
- 25. prosinca – Ram Narayan, indijski glazbenik († 2024.)

## Smrti

### Siječanj – ožujak
- 20. siječnja – Milena Mrazović, hrvatska novinarka (* 1863.)
- 3. veljače – Isidor Kršnjavi, hrvatski slikar, kulturni i javni djelatnik (* 1845.)
- 27. veljače – Stjepan Bojničić, hrvatski glumac (* 1884.)
- 21. ožujka – Gajetan Bulat, hrv. političar i prevoditelj (* 1867.),[3]

### Srpanj – rujan
- 5. srpnja – Albrecht Kossel, njemački liječnik, nobelovac (* 1853.)
- 24. srpnja – Ryunosuke Akutagawa, japanski književnik (* 1892.)
- 1. rujna – Ferdo Kovačević, hrvatski slikar (* 1870.)
- 14. rujna – Isadora Duncan, američka plesačica (* 1878.)

### Listopad – prosinac
- 22. listopada – Borisav "Bora" Stanković, srpski književnik (* 1876.)

## Nobelova nagrada za 1927. godinu
- Fizika: Arthur Holly Compton i Charles Thomson Rees Wilson
- Kemija: Heinrich Otto Wieland
- Fiziologija i medicina: Julius Wagner-Jauregg
- Književnost: Henri Bergson
- Mir: Ferdinand Buisson i Ludwig Quidde

## Vanjske poveznice
|  | Zajednički poslužitelj ima još gradiva o temi 1927. |